# Sci alpino ai XVIII Giochi olimpici invernali - Supergigante maschile
Tra le competizioni dello sci alpino ai XVIII Giochi olimpici invernali di Nagano 1998 il supergigante maschile si disputò lunedì 16 febbraio sulla pista Olympic Course I di Happo One; l'austriaco Hermann Maier vinse la medaglia d'oro, lo svizzero Didier Cuche e l'austriaco Hans Knauß, a pari merito, quella d'argento.
Detentore uscente del titolo era il tedesco Markus Wasmeier, che aveva vinto la gara dei XVII Giochi olimpici invernali di Lillehammer 1994 disputata sul tracciato di Kvitfjell precedendo lo statunitense Tommy Moe (medaglia d'argento) e il norvegese Kjetil André Aamodt (medaglia di bronzo); il campione mondiale in carica era il norvegese Atle Skårdal, vincitore a Sestriere 1997 davanti al connazionale Lasse Kjus e all'austriaco Günther Mader.

## Risultati
| Pos. | Pett. | Atleta                | Nazione              | Tempo   | Distacco |
| ---- | ----- | --------------------- | -------------------- | ------- | -------- |
| 1    | 8     | Hermann Maier         | Austria              | 1:34,82 |          |
| 2    | 17    | Didier Cuche          | Svizzera             | 1:35,43 | +0,61    |
| 2    | 6     | Hans Knauß            | Austria              | 1:35,43 | +0,61    |
| 4    | 24    | Alessandro Fattori    | Italia               | 1:35,61 | +0,79    |
| 5    | 15    | Kjetil André Aamodt   | Norvegia             | 1:35,67 | +0,85    |
| 6    | 13    | Patrik Järbyn         | Svezia               | 1:35,72 | +0,90    |
| 7    | 11    | Daron Rahlves         | Stati Uniti          | 1:35,96 | +1,14    |
| 8    | 22    | Tommy Moe             | Stati Uniti          | 1:35.96 | +1.15    |
| 9    | 5     | Lasse Kjus            | Norvegia             | 1:36,25 | +1,43    |
| 10   | 14    | Fredrik Nyberg        | Svezia               | 1:36,31 | +1,49    |
| 11   | 16    | Bruno Kernen          | Svizzera             | 1:36,37 | +1,55    |
| 12   | 36    | Brian Stemmle         | Canada               | 1:36,40 | +1,58    |
| 13   | 25    | Kyle Rasmussen        | Stati Uniti          | 1:36,52 | +1,70    |
| 14   | 12    | Steve Locher          | Svizzera             | 1:36,62 | +1,80    |
| 15   | 3     | Werner Perathoner     | Italia               | 1:36,64 | +1,82    |
| 16   | 9     | Kristian Ghedina      | Italia               | 1:36,70 | +1,88    |
| 17   | 30    | Jernej Koblar         | Slovenia             | 1:36,84 | +2,02    |
| 18   | 2     | Paul Accola           | Svizzera             | 1:36,87 | +2,05    |
| 19   | 4     | Peter Runggaldier     | Italia               | 1:37,00 | +2,18    |
| 19   | 10    | Andreas Schifferer    | Austria              | 1:37,00 | +2,18    |
| 21   | 28    | Andrej Filičkin       | Russia               | 1:37,29 | +2,47    |
| 22   | 32    | Enis Bećirbegović     | Bosnia ed Erzegovina | 1:37,58 | +2,76    |
| 23   | 18    | Peter Pen             | Slovenia             | 1:37,81 | +2,99    |
| 24   | 33    | Tsuyoshi Tomii        | Giappone             | 1:37,86 | +3,04    |
| 25   | 1     | Jean-Luc Crétier      | Francia              | 1:37,95 | +3,13    |
| 26   | 26    | Jürgen Hasler         | Liechtenstein        | 1:38,32 | +3,50    |
| 27   | 31    | Yasuyuki Takishita    | Giappone             | 1:38,39 | +3,57    |
| 28   | 28    | Aleš Brezavšček       | Slovenia             | 1:38,54 | +3,72    |
| 29   | 38    | Vasilij Bezsmel'nicyn | Russia               | 1:39,39 | +4,57    |
| 30   | 37    | Vedran Pavlek         | Croazia              | 1:39,63 | +4,81    |
| 31   | 39    | Graham Bell           | Regno Unito          | 1:39,80 | +4,98    |
| 32   | 40    | Renato Gašpar         | Croazia              | 1:39,85 | +5,03    |
| 33   | 35    | Andrew Freshwater     | Regno Unito          | 1:39,89 | +5,07    |
| 34   | 29    | Chad Fleischer        | Stati Uniti          | 1:40,19 | +5,37    |
| 35   | 42    | Tejs Broberg          | Danimarca            | 1:41,09 | +6,27    |
| 36   | 45    | Ihar Judin            | Bielorussia          | 1:45,92 | +11,10   |
| 37   | 47    | Marcelo Apovian       | Brasile              | 1:49,43 | +14,61   |
|      | 20    | Frédéric Marin-Cudraz | Francia              | DNF     | DNF      |
|      | 41    | Thomás Grob           | Cile                 | DNF     | DNF      |
|      | 43    | Zurab Dzhidzhishvili  | Georgia              | DNF     | DNF      |
|      | 44    | Victor Gómez          | Andorra              | DNF     | DNF      |
|      | 46    | Alexander Heath       | Sudafrica            | DNF     | DNF      |
|      | 7     | Stephan Eberharter    | Austria              | DSQ     | DSQ      |
|      | 21    | Nicolas Burtin        | Francia              | DSQ     | DSQ      |
|      | 23    | Ed Podivinsky         | Canada               | DSQ     | DSQ      |
|      | 19    | Adrien Duvillard      | Francia              | DNS     | DNS      |
|      | 34    | Thomas Lödler         | Croazia              | DNS     | DNS      |

Legenda:

DNF = prova non completata

DSQ = squalificato

DNS = non partito

Pos. = posizione

Pett. = pettorale
Ore: 8.45 (UTC+9)

Pista: Olympic Course I

Partenza: 1 490 m s.l.m.

Arrivo: 840 m s.l.m.

Lunghezza: 2 407 m

Dislivello: 650 m

Porte: 46

Tracciatore: Peter Endraß (Svezia)